# Cristoforo Giacobazzi
Cristoforo Giacobazzi (Roma, 1499 - Perugia, 7 de outubro de 1540) foi um cardeal do século XVII.

## Biografia
Nasceu em Roma em 1499. Filho de Jacomo Giacobazzi e Camilla de Astallis. Seu sobrenome também está listado como Giacovazzi; como Giacobacci; como Jacovazzi; como Jacovacci; como Iacobácio; como Jacobázio; e como Jacobatii. Sobrinho do Cardeal Domenico Giacobazzi (1517).
Educado por seu tio, o cardeal.
Cânon do capítulo da basílica patriarcal do Vaticano, 21 de fevereiro de 1517.
Eleito bispo de Cassano em 23 de março de 1523; seu tio, o cardeal, renunciou à sé em seu favor. Consagrada em 26 de dezembro de 1530, capela da sacristia da basílica de São Pedro, Roma, por Ottavio Cesi, bispo de Cervia, mestre da câmara papal, auxiliado por Giovanni Rosa, bispo de Scardona, e por Corrado Cerbaria, bispo de Anagni. Auditor da Sagrada Rota Romana. Datário de Sua Santidade, outubro de 1534 a dezembro de 1536. Nomeado membro da comissão para estudar a reforma da Cúria Romana, 23 de agosto de 1535.
Criado cardeal sacerdote no consistório de 22 de dezembro de 1536; recebeu o chapéu vermelho em 23 de dezembro de 1536; e o título de S. Anastasia, 15 de janeiro de 1537. Optou pelo título de S. Eustáquio, a diaconia elevou pro illa vice a título, 6 de setembro de 1537; manteve seu antigo título de comenda até sua morte. Juntamente com o Cardeal Rodolfo Pio, nomeado legado perante o Sacro Imperador Romano Carlos V e o Rei Francisco I da França para restabelecer a paz entre eles, 10 de dezembro de 1537; informado sobre a legação no consistório celebrado em Piacenza em 30 de abril de 1538. Legado em Perugia e Úmbria, 21 de abril de 1539.
Morreu em Perugia em 7 de outubro de 1540. Enterrado em Perugia